# AT Большого Пса
AT Большого Пса (лат. AT Canis Majoris) — двойная затменная переменная звезда типа Алголя (EA) в созвездии Большого Пса на расстоянии (вычисленном из значения параллакса) приблизительно 4236 световых лет (около 1299 парсеков) от Солнца. Видимая звёздная величина звезды — от +13,3m до +11,5m. Орбитальный период — около 10,065 суток.